# Nihkulasluobbal
Nihkulasluobbal eller Nikulasluobbal är en sjö i Finland. Den ligger i kommunen Enare i landskapet Lappland, i den norra delen av landet, 1 000 km norr om huvudstaden Helsingfors. Nihkulasluobbal ligger 235,6 meter över havet. Den ligger vid sjön Nikulasjävri. Arean är 51,9 hektar och strandlinjen är 3,53 kilometer lång. Sjön  ingår i Neidenälvens huvudavrinningsområde. 